# Loïck Peyron
Loïck Peyron (Nantes, 1 de dezembro de 1959) é um velejador francês. De família de velejadores, dela fazem parte os seus irmãos Bruno Peyron e Stéphane Peyron com quem aprendeu a velejar no clube de vela CNBPP  em Pouliguen, na Bretanha.
Desde a década de 1990 que se distingue como skipper do trimaran Fujicolor com o qual ganha inúmeras provas. É chamado o homem de todas as primeiras provas como: Mini Transat, Route du Rhum, Québec St-Malo, Vendée Globe, Volta de Europa, The Race, Troféu Clairefontaine, etc. .
Mas além das primeiras, fazem parte das suas "sequência" as seguintes provas quando ganha:
- 4 vezes a Transat Inglesa
- 4 vezes o campeão do mundo da Ocean Racing Multihull Association (ORMA) em 1996, 1997, 1999 e 2002
- 8 vezes o Troféu Clairefontaine

Em 2012 ganhou o Troféu Júlio Verne 
Em 2004 ganha no Lago Lemano a primeira regata dos "Décision 35" no trajeto Genebra-Rolle-Genebra

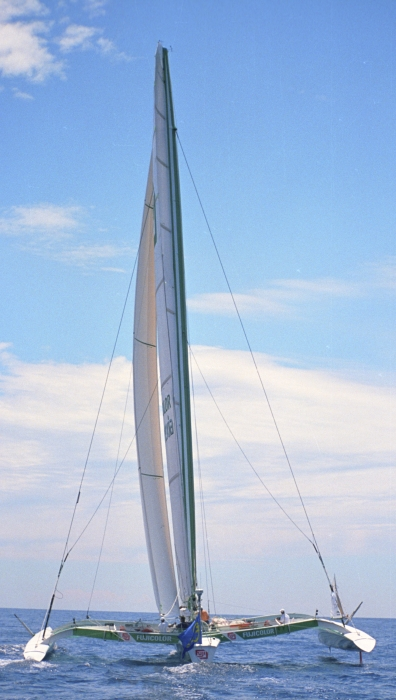
O seu célebre trimaran, Fujicolor II

## Condecorações
- Cavaleiro depois Oficial da Legião de Honra [3]
- Cavaleiro da Ordem Nacional do Mérito [2]
- Três distinções pela "Union Nationale de la Course au Large":
  - Troféu Asa Preta pelas melhores performances nos anos 1999 e 2008
  - Troféu Course Open - UNCL do melhor concorrente "Open" em 2005
  - Troféu Taittinger do concorrente particularmente brilhante nos anos 1992,  1993 e 1996

Os três irmãos foram laureados em 1987 com o Prémio Henri Deutsch de la Meurthe da Academia dos Desportos (francesa) .